# 妲薇·蓋文森
妲薇.蓋文森（Tavi Gevinson，（1997年4月21日—））是美國的一名時尚部落客、作家及演員。她的"Style Rookie"部落閣在2008年三月三十一日開始運作，當時她年僅十一歲。 而後她在世界各地陸續擁有了超過四百萬名讀者。

## 簡介
許多人把蓋文森當成是靈感的來源，她對自己的說法是 "整天穿著彆扭外套、戴著花俏帽子待在屋裡的十三歲小呆瓜"。 
她家住在芝加哥歐克公園附近，雖然在家裡寫部落閣的文章，但妲薇的父親一直到她向他要求許可去紐約時報活動的邀請時，才真的了解她在做什麼。妲薇的狀況一如引發了青少年部落客在交際活動與父母管教之間的牽扯。在2009年年中，妲薇和London-based Borders&Frontiers 合作設計並出售自己的襯衫。在同年八月，她出現在流行雜誌的封面上，如妲薇一般的部落客被稱為是時尚界的前鋒，她也成為各時尚秀的常駐佳賓。

## 外部連結
- 妲薇的部落閣